# Carsten Spohr
Carsten Spohr es un ejecutivo, empresario y aviador alemán. Desde mayo de 2014 se desempeña como presidente y director ejecutivo (CEO) de Lufthansa.

## Educación
Después de graduarse con un título en ingeniería industrial de la Universidad de Karlsruhe (ahora parte del Instituto de Tecnología de Karlsruhe), Spohr obtuvo una licencia de piloto comercial en Lufthansa Flight Training en Bremen y en el Airline Training Center Arizona. Spohr continúa manteniendo esta licencia hasta el día de hoy. Su licencia le permite volar el Airbus A320.

## Carrera profesional

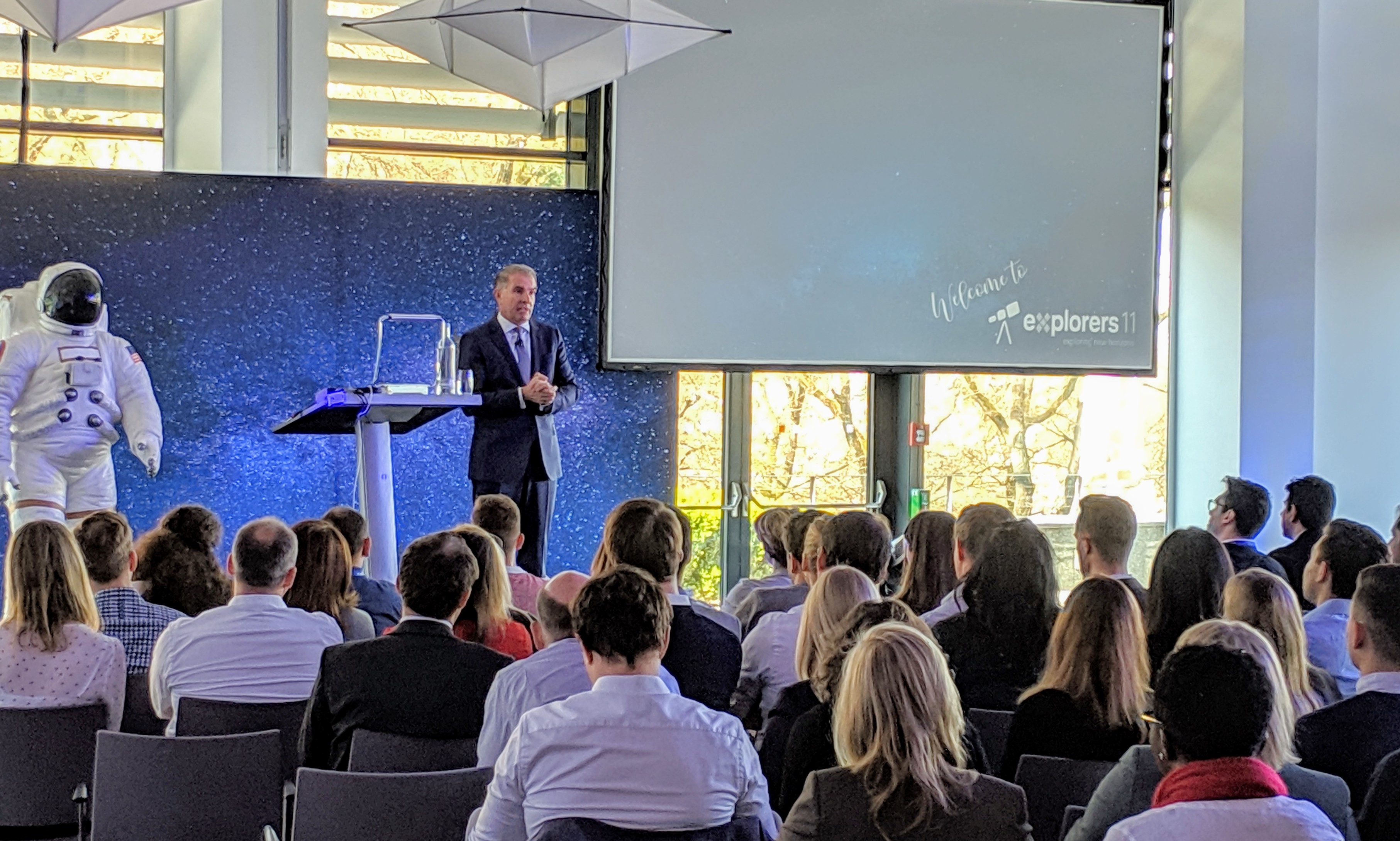
Carsten Spohr dirigiéndose al personal de Lufthansa Group en Seeheim, Alemania, en abril de 2019

Después de obtener su licencia de piloto comercial, Spohr disfrutó de un breve puesto en Deutsche Aerospace AG luego de inscribirse en el programa de capacitación gerencial de la compañía. Luego, Spohr se incorporó a Lufthansa en 1994. Entre 1995 y 1998, se desempeñó como asistente personal del director ejecutivo de la empresa. Después de este puesto, pasó a dirigir varias asociaciones regionales en Lufthansa, por ejemplo, en 1998, se convirtió en jefe de gestión de socios regionales. Luego, pronto fue designado para liderar la estrategia de aerolíneas de pasajeros del grupo. En 2007, fue nombrado CEO de Lufthansa Cargo. En 2011, en reconocimiento a su lealtad a la empresa, fue invitado a unirse a la junta ejecutiva.
El 1 de mayo de 2014 Spohr sustituyó a Christoph Franz como consejero delegado de Deutsche Lufthansa AG. Durante su tiempo como CEO ha habido malas relaciones laborales, con una serie de acciones de huelga, debido al impulso para expandir la aerolínea de bajo costo de Lufthansa, Germanwings. En 2020, a Spohr se le asignó temporalmente la cartera de digitalización y financiación. Según su perfil en Bloomberg, su compensación anual asciende a unos 2,7 millones de euros.
Spohr describió el desastre del Vuelo 9525 de Germanwings como "el día más oscuro para Lufthansa en sus 60 años de historia".
En mayo de 2014, Spohr fue uno de los ejecutivos de negocios invitados a la Casa Blanca por el presidente estadounidense Barack Obama en una reunión destinada a ampliar las oportunidades laborales de empresas internacionales a los Estados Unidos. Durante la Hannover Messe en abril de 2016, fue entre los 15 directores ejecutivos alemanes que fueron invitados a una cena privada con Obama. Desde 2013, Spohr ha acompañado a la canciller Angela Merkel en un total de tres visitas de estado al extranjero, incluso a China (2014) y Abu Dhabi (2017).

## Vida personal
Spohr está casado y tiene dos hijas. Él y su familia viven actualmente en Munich. La esposa de Spohr, Vivian, es directora de la Alianza de Ayuda de Lufthansa, que dirige proyectos de ayuda en numerosos países en el extranjero.